# Fugaku (Supercomputer)

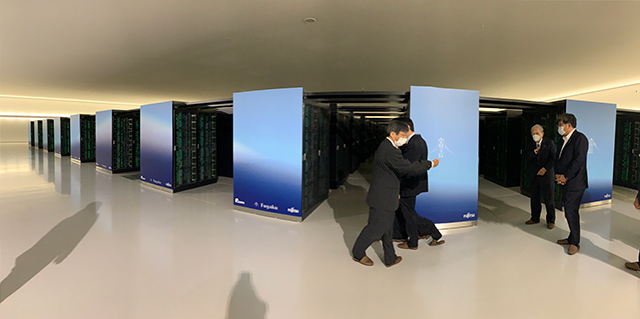
Fugaku (2020)

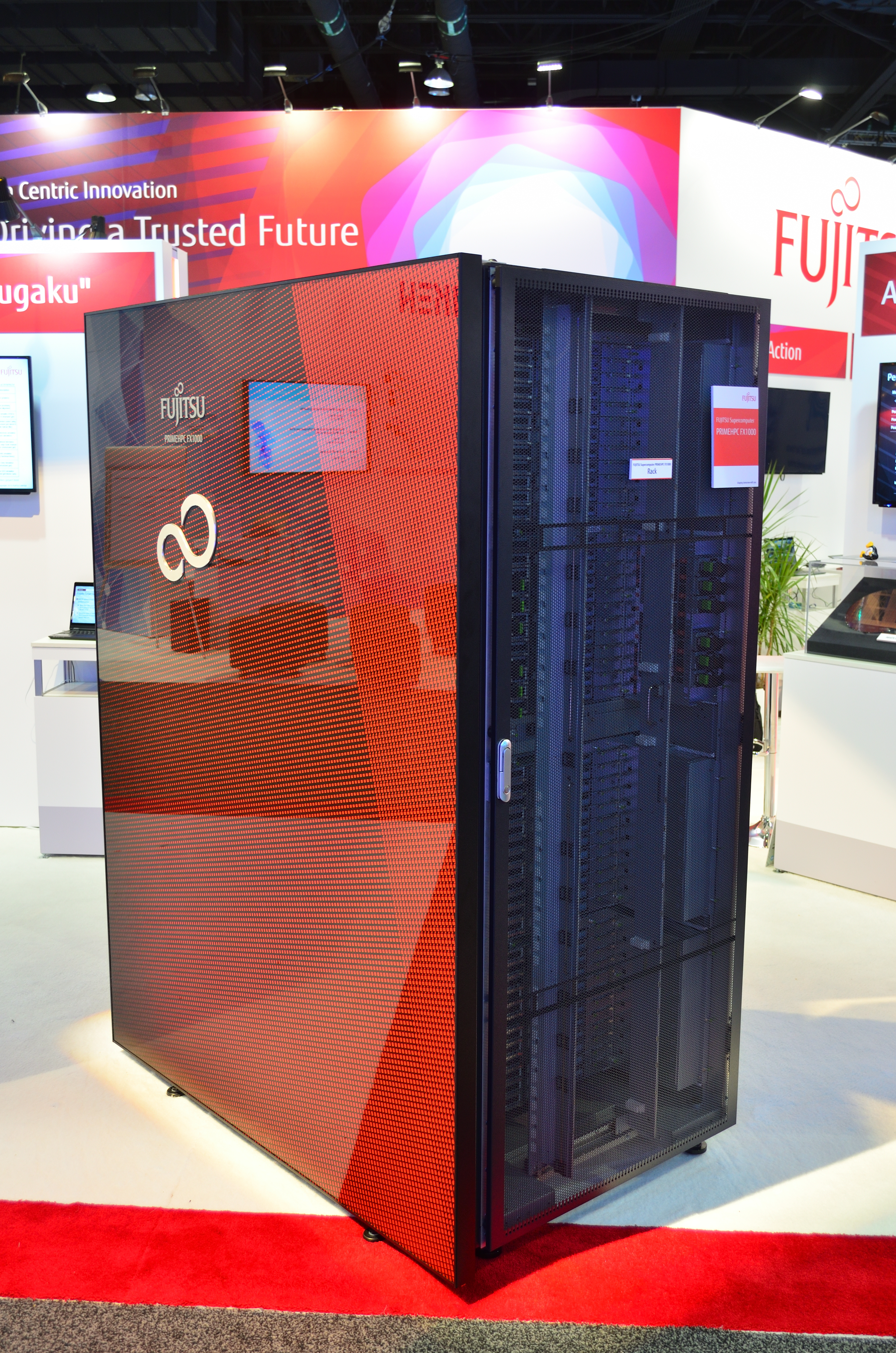
Ein Node des Fugaku-Supercomputers

Fugaku oder Fuji ist der Name eines im Mai 2020 neu installierten Supercomputers am RIKEN Center for Computational Science im japanischen Kōbe. Dieser Rechner ist der Nachfolger des K computer Superrechners und wie dieser von der Firma Fujitsu entwickelt und hergestellt, er wurde während seiner Entwicklung deshalb auch Post K Computer genannt. Die Firma Fujitsu beschritt mit dieser Entwicklung in vieler Hinsicht Neuland: Zunächst wurde das Herz des Rechners, der A64FX-Prozessor, mit einem ARMv8-64 Bit Befehlssatz entwickelt, der um eine neue, Scalable Vector Extensions – SVE – genannte SIMD-Einheit erweitert wurde. Die Konzeption des Rechners mit System-on-a-Chip-Nodes führt dazu, dass die Recheneffizienz sehr hoch ist, im Bereich von spezialisierten Rechenbeschleunigern. Die SIMD- oder Vektor-Einheit kann mehrere Datenformate (Double Precision FP 64 bit, Single Precision FP 32 bit, Half Precision FP 16 bit, INT8) parallel verarbeiten und ist damit auch für KI-Anwendungen sehr gut geeignet. Fujitsu hat eigene Compiler entwickelt, die die Vektor-Einheit ohne speziellen Code nutzen können, für die Software-Entwickler sind also keine besonderen Bibliotheken oder Frameworks wie CUDA erforderlich, um die SIMD-Vorteile zu erhalten. Die integrierte Wasserkühlung erlaubt die Nutzung der Abwärme und erhöht damit die Systemeffizienz weiter.

## A64FX
Der A64FX-Prozessor wird von TSMC in einem 7-nm-Prozess hergestellt und ist als Cluster on a Chip bestehend aus 4 Clustern zu je 12 ARM-Kernen und jeweils einem HBM 2-Stapel mit 8 GByte aufgebaut. Die vier Cluster sind per Ring-Bus verbunden, auf dem Chip befindet sich auch noch die Eingabe-Ausgabe-Einheit, 16 Kanäle PCIe Gen3 und der Netzwerk-Switch, bestehend aus insgesamt 10 TOFU 3 Kanälen mit je 28 Gbps. Damit kann man den Prozessor als System-on-a-Chip (SOC) bezeichnen, da alle für einen kompletten Rechner („Node“) notwendigen Komponenten integriert sind. Die ausschließliche Verwendung von HBM-Stapeln als Arbeitsspeicher sorgt für eine sehr hohe Speicherbandbreite. Der Chip kommt insgesamt auf 48 ARM-Kerne mit 32 GByte RAM.

## Aufbau des Systems
Herzstück ist die Verschaltung des Superrechners als fehlertolerantes TOFU-Netzwerk: jeweils 8 Nodes werden mit jeweils 4 Kanälen verschaltet, 6 weitere Kanäle dienen zur globalen und fehlertoleranten Verschaltung. Fujitsu nennt dies ein 6-dimensionales Torus Netzwerk.
- Fujitsu integriert jeweils 2 CPU mit Netzwerk, Strom und Wasserkühlungsanschlüssen auf einer Compute-Memory-Unit (CMU), sozusagen ein Blade-Server mit 2 Nodes.
- In einem Rack werden 8 Shelves (Gehäuse) mit jeweils 24 CMU-Einschüben verbaut
- zusammen befinden sich also 192 CMUs oder 384 CPUs / Nodes oder 18432 Kerne in einem Rack
- am 13. Mai 2020 wurde die Installation von mehr als 400 Racks abgeschlossen.

Der Rechner verfügt derzeit über 158976 Nodes mit mehr als 7 Millionen CPU-Kernen.
Fugaku stieg im Juni 2020 in die TOP500-Supercomputerliste mit Werten von 415 Peta-FLOPS (Linpack) ein. Im November 2020 erhielt er ein Upgrade auf 442 Peta-FLOPS.
Bereits die Green500-Liste vom November 2019 wurde vom Fugaku-Prototyp-System mit 16,9 GigaFLOPS/Watt angeführt.